# Torsten Aminoff
Torsten Gregori Aminoff, född 27 augusti 1910 i Tammerfors, död 6 oktober 1985 i Helsingfors, var en finlandssvensk journalist, släktforskare och politiker för Svenska folkpartiet. Han var gift med Margareta Aminoff.
Torsten Aminoff tillhörde en adlig familj. Hans var son till översten Torsten Otto Carl Aminoff och dennes hustru Gerda Maria Hornborg. Aminoff tog studentexamen 1929 och blev filosofie magister 1936. Han var huvudredaktör 1937–1941 för veckotidningen Svensk botten, 1944–1945 för Helsingforstidningen Aftonposten  och 1945–1960 för veckotidningen Appell. Han var sedan fram till pensioneringen 1975  politisk redaktör vid Hufvudstadsbladet. Svensk botten, Aftonposten och Appell var organ för högerflygeln inom  Svenska folkpartiet.
Aminoff representerade Svenska folkpartiet i  Finlands riksdag 1960–1962.
Aminoff hade 1952–1981 uppdrag som genealog vid Finlands riddarhus och utarbetade då dess adelskalender. Han har även utgivit boken Mellan svärdet och kroksabeln om Karelens historia.